# Correios de São Tomé e Príncipe
A Empresa dos Correios de São Tomé e Príncipe, também conhecida como Correios de São Tomé e Príncipe (ECSTP), é a empresa governamental responsável pelo sistema postal de São Tomé e Príncipe, cuja sede está situada na cidade de São Tomé, capital do país. Foi fundada a 1 de janeiro de 1982, e é regulada pela Autoridade Geral de Regulação. Aderiu à União Internacional de Telecomunicações a 22 de agosto de 1977, e é membro da Associação Internacional das Comunicações de Expressão Portuguesa.